# Incheon Women's Challenger 2014
L'Incheon Women's Challenger 2014 è stato un torneo di tennis facente parte della categoria ITF Women's Circuit nell'ambito dell'ITF Women's Circuit 2014. Il torneo si è giocato a Incheon in Corea del Sud dal 5 all'11 maggio 2014 su campi in cemento e aveva un montepremi di $25,000.

## Vincitrici

### Singolare
Susanne Celik ha battuto in finale  Han Xinyun con il punteggio di 4–6, 6–3, 6–4

### Doppio
Han Na-lae /  Yoo Mi hanno battuto in finale  Noppawan Lertcheewakarn /  Melis Sezer con il punteggio di 6–1, 6–1